# Kilingi-Nõmme
Kilingi-Nõmme is een stad met 1623 inwoners (2024) in de Estlandse provincie Pärnumaa. De stad behoort tot de gemeente Saarde, waarvan ze de hoofdplaats is. Tot 2005 vormde ze een afzonderlijke stadsgemeente.

## Geschiedenis
Kilingi-Nõmme (Duits: Kurkund) wordt voor het eerst vermeld in een document uit 1560. In 1938 kreeg de plaats stadsrechten.
Kilingi-Nõmme had een station aan de spoorlijn van Pärnu naar Mõisaküla. Het station sloot in 1996. De Põhimaantee 6, de hoofdweg van Pärnu naar Valga, loopt langs Kilingi-Nõmme. De stad is het eindpunt van de Põhimaantee 92.

## Geboren in Kilingi-Nõmme
- Mart Siimann (1946), politicus

## Foto's

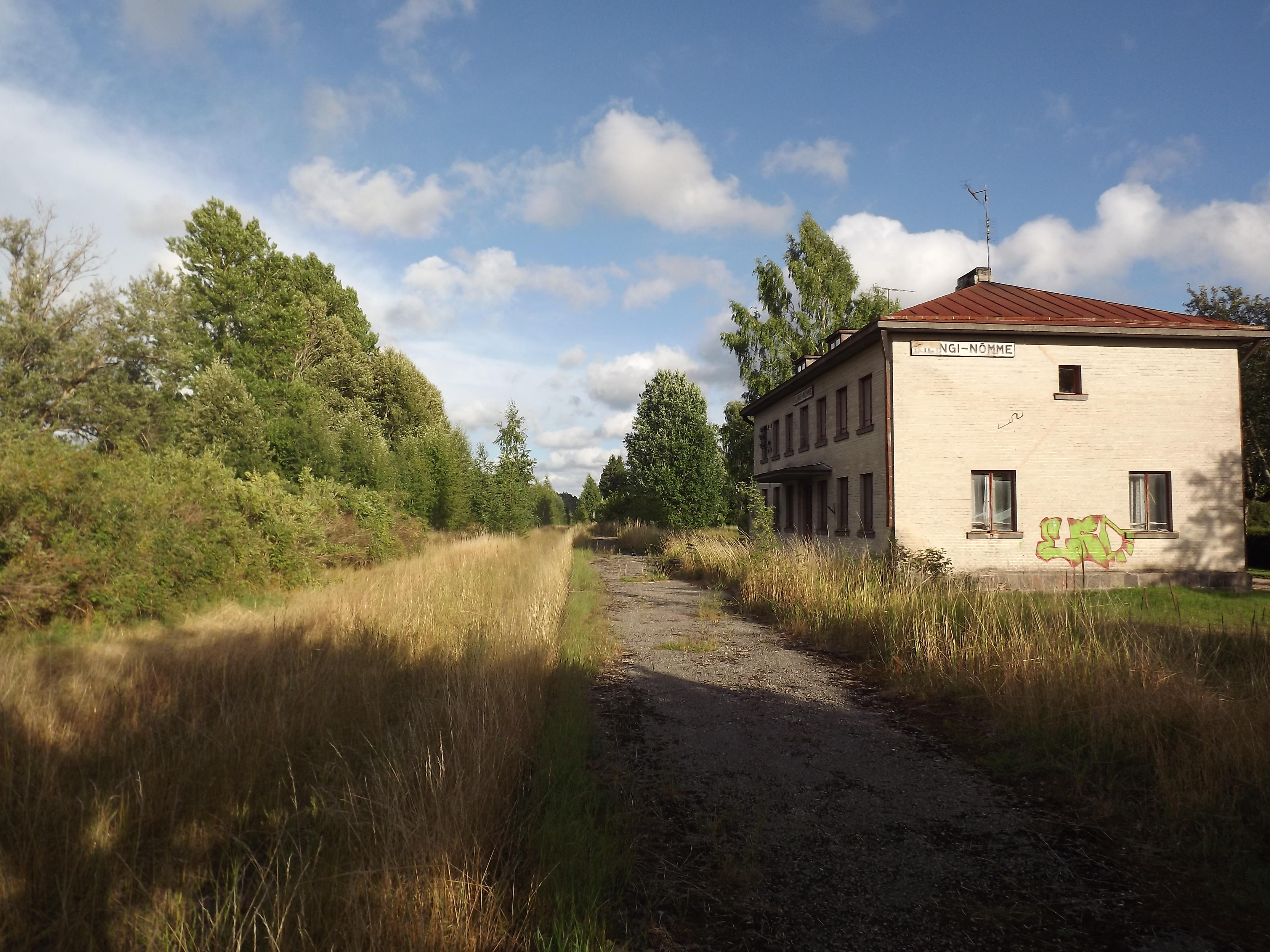
Het voormalige station
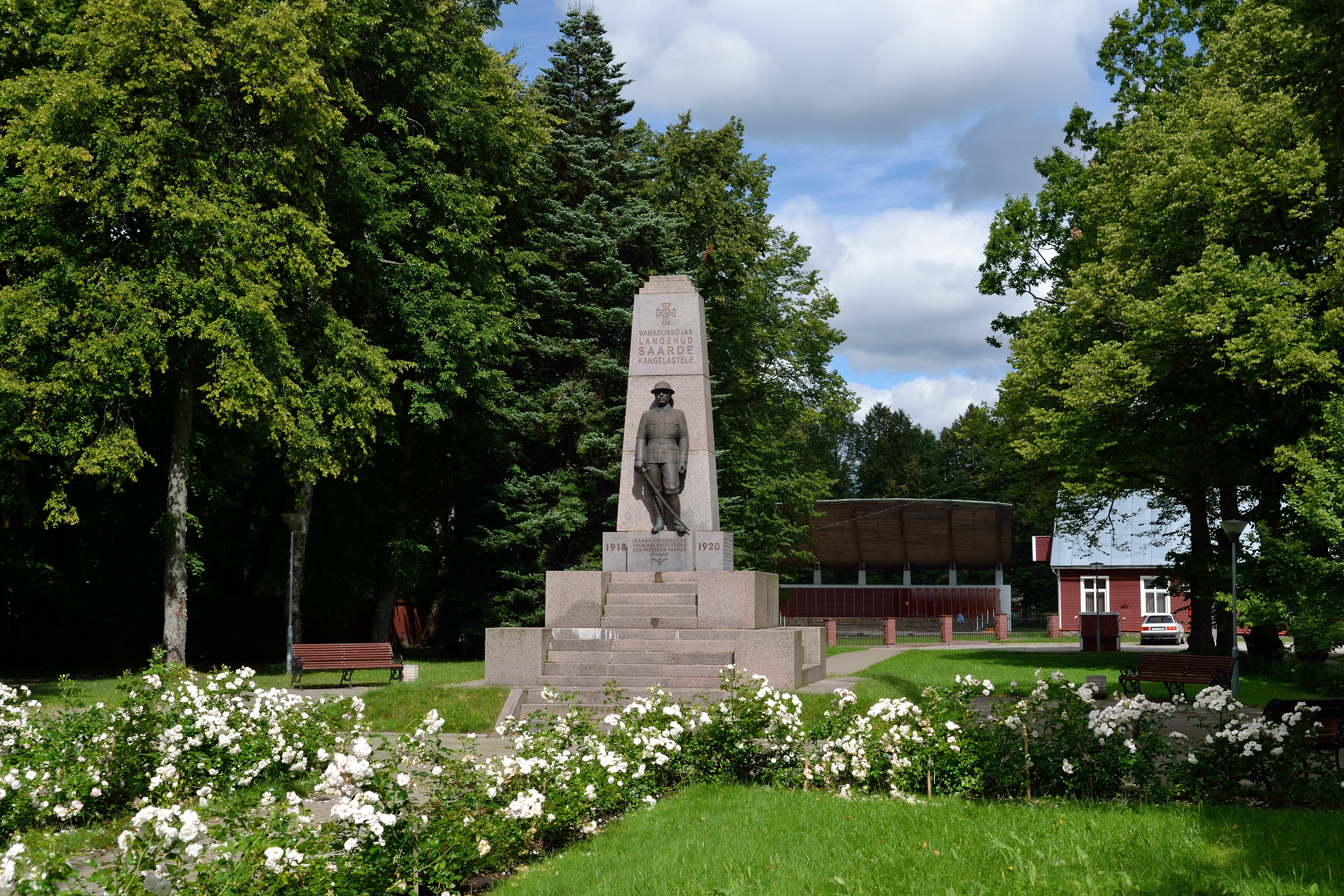
Monument voor de Estische Onafhankelijk-heidsoorlog
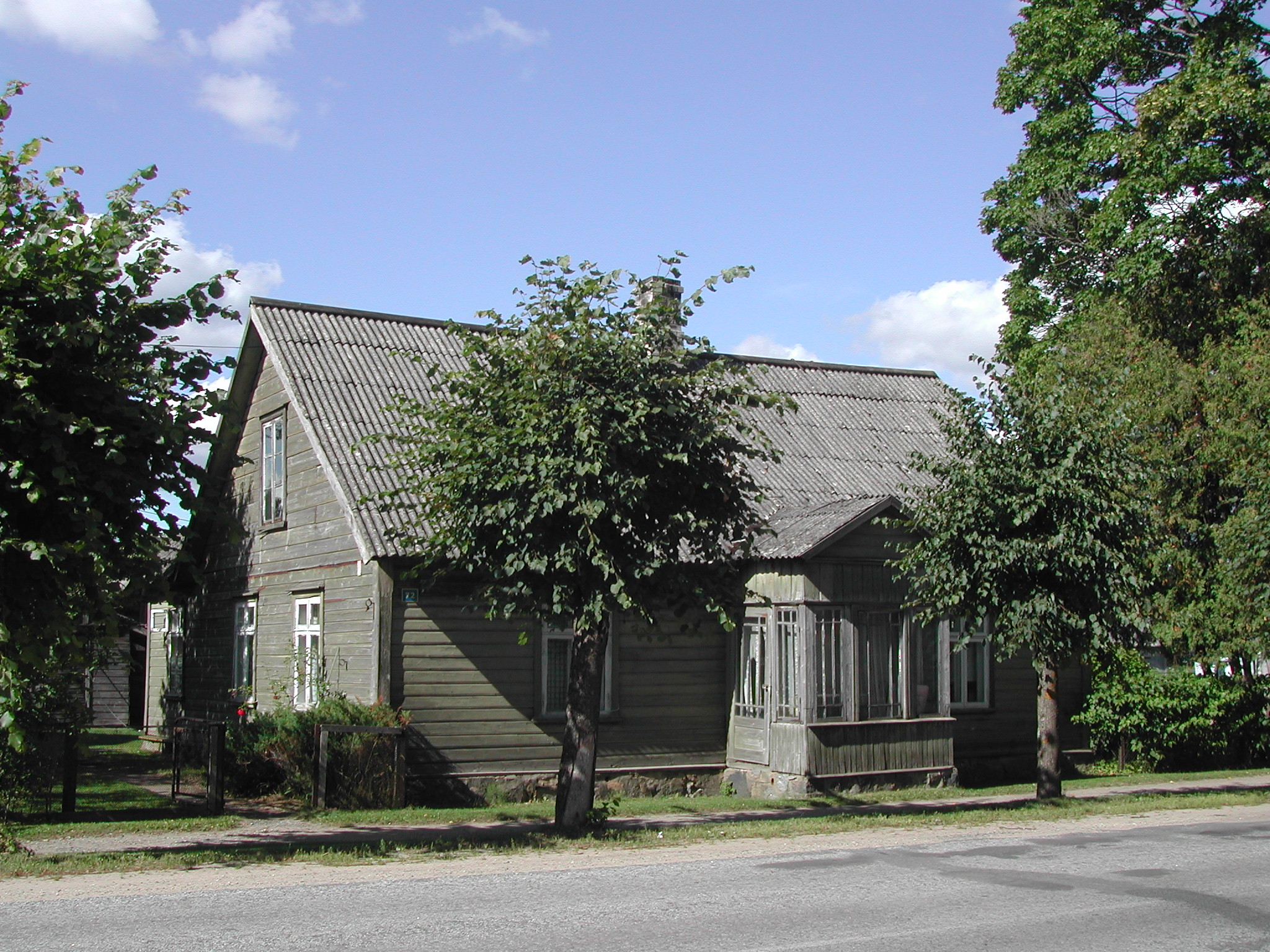
Houten huis

- Gemeinsame Normdatei: 7751964-4
- MusicBrainz: 5b609b6f-d219-4e49-9c2b-70fca57d8bf9
- Virtual International Authority File: 246854634